# The Seas with Nemo & Friends Pavilion
The Seas with Nemo & Friends Pavilion est un pavillon situé à Epcot, second parc thématique du Walt Disney World Resort. Il s'intéresse à la mer et principalement à l'exploration maritime avec plusieurs expositions consacrées à ce thème. Il remplace le pavillon identique, mais sans Nemo, The Living Seas

## Le pavillon
Architecturalement et thématiquement parlant, le pavillon est identique à son prédécesseur The Living Seas. Le renouveau du pavillon commence en 2004 avec une rénovation afin d'apporter les personnages du film Le Monde de Nemo (2003) dans l'attraction. Par exemple l'entrée a été garnie d'un décor avec les personnages du film à l'automne 2004 suivie par l'ouverture de l'attraction Turtle Talk with Crush en novembre 2004. Elle est depuis devenue très populaire et a été dupliquée dans d'autres parcs. Devant ce succès Disney a décidé de transformer l'intégralité du pavillon.
Le 23 novembre 2005, la moitié du pavillon rouvre avec une thématique sur Némo, mais l'autre moitié du pavillon est restée fermée pour une étape approfondie de rénovations. Seuls restèrent ouverts les expositions et le réservoir d'eau salée. Les hydrolateurs furent fermés en prévision d'une suppression. Cette étape s'est achevée en octobre 2006 avec l'ouverture de The Seas with Nemo & Friends (ex-Nemo's Undersea Adventure) une version rénovée des Seacabs. Les rénovations s'achèvent le 13 octobre 2006.
- Ouverture :
  - Totalité : 13 octobre 2006[2]
  - Première tranche dès 2005
- Conception : Walt Disney Imagineering
- Les réservoirs :
  - Capacité : 21 576 m3 (dont 3 000 en stockage)
  - Diamètre du réservoir principal : 62 m
  - Profondeur du réservoir principal : 8,20 m
  - Créatures vivantes hébergées : 8 500
- Superficie : 17 187 m²
- Capacité horaire : 2 200 personnes/heure
- Situation : 28° 22′ 30″ N, 81° 33′ 03″ O

## Les Attractions
L'entrée du pavillon se fait en longeant un mur représentant un coucher de soleil en bord de mer contournant une fontaine avec des rochers. Après avoir passé les portes, un couloir-exposition présente des photos du passé, des objets et des maquettes retraçant l'histoire de la plongée.

### Premier niveau
- Nemo and Friends! diverses attractions et expositions issues du film
  - Turtle Talk with Crush est un film interactif où la tortue marine Crush parle au public de la vie marine grâce à l'utilisation d'un innovant système d'animation par ordinateur en direct
  - Bruce's Sub House (anciennement Bruce's Shark Shack) est une exposition sur les requins, avec même un reconstitution de leurs peaux. La tête du personnage de Bruce s'ouvre à vous pour être prise en photo dedans (aussi présente au Walt Disney Studios)
  - Can You Find Nemo? est une exposition ludique inspirée du célèbre Charlie.
  - Mr. Ray's Lagoon est un bassin en partie tactile avec la faune et la flore des lagons
  - Great Barrier Reef est une reproduction de l'habitat du récif corallien.

### Second niveau
- The Seas with Nemo & Friends
- Sea Base Alpha est la zone d'exposition principale de l'aquarium. Le terme « Alpha » semble devoir disparaître à la fin des rénovations.
  - Le reservoir d'eau salée : C'est le clou du spectacle, un bassin d'eau salée de 62 m de diamètre et plus de 8 m de haut. Il accueille plus de 200 espèces dont des dauphins, des requins, des tortues de mer et des raies mantas. Les parois en acrylique du réservoir font 20 cm d'épaisseur en bas et 15 cm en haut.
    - Observation Deck
    - Ocean Resource Exhibit

  - Le bassin des lamantins

## Autres services
- Coral Reef Restaurant est un restaurant de poisson et fruit de mer avec vue sur le réservoir. Une paroi de 15 m de long et 2,4 de haut permet grâce à l'utilisation d'un acrylique de voir le contenu du réservoir avec une très faible distorsion.
- Sea Base Alpha Gift Shop est une boutique
- DiveQuest est des sessions de plongées dans les réservoirs (nécessite un diplôme de plongée) de 40 minutes
- Dolphins in Depth est une session de plongée et de rencontre avec des dauphins